# Sechste Kirchenmitgliedschaftsuntersuchung
Die sechste Kirchenmitgliedschaftsuntersuchung (KMU VI) ist eine Studie zur Kirchlichkeit und Religiosität in Deutschland, die im Jahr 2022 im Auftrag der Evangelischen Kirche in Deutschland durchgeführt wurde.

## Übersicht
Die sechste Kirchenmitgliedschaftsuntersuchung (KMU) trägt den Titel Wie hältst du's mit der Kirche?. Erste Ergebnisse erschienen im Herbst 2023 in einem vorläufigen Band. Der ausführliche Auswertungsband erschien im Dezember 2024 und liefert auf über 600 Seiten vertiefte Einblicke in verschiedene Untersuchungsbereiche. Sein Ziel ist es, „die Bedeutung von Religion und Kirche in der pluralen Gesellschaft in vielfältigen Facetten wahrzunehmen und näher zu beleuchten“.
Die erste Kirchenmitgliedschaftsuntersuchung war im Jahr 1972 durchgeführt worden. Die mögliche Kritik daran, dass die Kirche als Auftraggeber die Deutungshoheit über die Ergebnisse besitzt wird in der Einleitung des Auswertungsbandes kritisch reflektiert und es wird betont, dass Rechenschaft über die Methoden abgelegt werden muss. Außerdem wird erklärt, dass eine „Schönung“ der Ergebnisse für kirchliches Leitungshandeln keinerlei Vorteil wäre.
Die Studie wurde wissenschaftlich vom Sozialwissenschaftlichen Institut der EKD in Hannover verantwortet. Dieses wurde durch einen wissenschaftlichen Beirat von 26 Experten aus unterschiedlichen Bereichen unterstützt.

## Methodik
Befragt wurden bei der vorliegenden Studie Personen aus der Gesamtbevölkerung, die in Privathaushalten leben und mindestens 14 Jahre alt sind. In früheren Untersuchungen waren teilweise nur Personen mit deutscher Staatsbürgerschaft und nur Evangelische bzw. Kirchenmitglieder im Blick. Die Erhebung fand im Zeitraum zwischen dem 14. Oktober 2022 und dem 22. Dezember 2022 statt.
Die Stichprobenziehung wird seit der dritten KMU in einem dreistufigen reinen Zufallsauswahlverfahren durchgeführt. Dabei werden als erstes zufällige räumliche Startpunkte gesucht. Zweitens wird mit einem einheitlichen Algorithmus eine Route zum Zielhaushalt gefunden. Drittens wird in dem Haushalt eine Person zufällig ausgesucht. Von den kontaktierten Personen in der fünften KMU konnten nur 30 % tatsächlich für die Teilnahme an der Befragung gewonnen werden. Dies verzerrte die Ergebnisse, da kirchennahe Personen eher dazu bereit waren an der Umfrage teilzunehmen. Die Stichprobenziehung wurde in der sechsten Untersuchung verändert und im Rahmen des „Omninet“ von Forsa durchgeführt. Dies ist eine Gruppe von 100.000 zufällig durch Telefonbefragungen rekrutierten Befragten, die bereits in einer früheren Befragung ihre Bereitschaft zur Teilnahme signalisierten.
Der Fragebogen wurde in einem eigenen Verfahren erarbeitet. Der Anspruch war, dass der Fragebogen in maximal einer Stunde durchgeführt werden kann: Um mögliche Verzerrungen bei der Teilnahme und ber Beantwortung der Fragen zu reduzieren, wurde die EKD nicht als Auftraggeber genannt und die Erhebung mit Fragen zum Klimawandel eingeläutet, erst später wurde dann nach religiösen und kirchlichen Themen gefragt. Ein genauer Blick in den Fragebogen zeigt allerdings, dass bereits die zweite Frage Antwortmöglichkeiten mit Bezug zur Religion enthält und in der dritten Frage nach der Religionszugehörigkeit gefragt wird. Zudem wurde der Fragebogen so angepasst, dass er abwechslungsreich ist und die Fragen sich gegenseitig möglichst wenig interferieren. Drittens wurde auf eine Online-Erhebung umgestellt. Da 95 % der Menschen in Deutschland einen Internetzugang haben, ist die Beeinflussung der Ergebnisse durch diese Einschränkung akzeptabel.
Um die Verzerrung der Ergebnisse zu prüfen, wurde ein Vergleich mit der ALLBUS-Studie gemacht (Allgemeine Bevölkerungsumfrage der Sozialwissenschaften). Hier gibt es ein Item synchron zur KMU, das abfragt, wer mehrmals im Jahr in die Kirche geht. Dort zeigt sich, dass die sechste KMU mit der ALLBUS-Erhebung übereinstimmt, während frühere KMUs von den Werten des ALLBUS abwichen.
Insgesamt haben 5228 Personen einen Fragebogen vollständig ausgefüllt. Um die Fallzahl für Kontrastgruppen groß genug zu halten, wurden bewusst junge Menschen und Personen aus Ostdeutschland überrepräsentativ befragt. In der späteren Analyse wurde diese Ungenauigkeit dann durch ein Gewichtungsfaktor in Bezug auf Ost-/Westdeutschland, Alter, Geschlecht, Migrationshintergrund und Konfessions-zugehörigkeit angepasst, sodass die Erhebung repräsentativ für die Gesamtbevölkerung ist. Bei den sozialen Milieus wurden geringfügige Verzerrungen festgestellt, die aber nicht durch eine Gewichtung angepasst wurden, da soziale Milieus nur unscharf erfassbar sind. Die Gewichtung ist in der Sozialwissenschaft ein wichtiges Tool, um eine abweichende Verteilung von Merkmalen zu denen in der Grundgesamtheit entgegenzuwirken.

## Einige Ergebnisse
Bei 13 % der Bevölkerung handelt es sich um Personen mit kirchlich-religiöser Orientierung, weitere 25 % sind religiös-distanzert. Mehr als die Hälfte (56 %) ist säkular orientiert.
Die Bedeutung von Religiosität im Leben ist je nach Lebensbereich unterschiedlich stark. Für 9 % hatte Religion in Bezug auf Sexualität zumindest etwas Bedeutung, 12 % im Lebensbereich Arbeit/Beruf, 15 % bei politischen Einstellungen, 34 % beim Umgang mit schwierigen Situationen im Leben und 37 % bei der Erziehung von Kindern. Das bedeutet: In den Lebensbereichen „Kindererziehung“ und „schwierige Lebenssituationen“ hatte Religion eine über die Gruppe der Kirchlich-Religiösen quantitativ hinausgehende praktische Lebensrelevanz.
Der Aussage „Ich glaube, dass es einen Gott gibt, der sich in Jesus Christus zu erkennen gegeben hat“ stimmten 19 % der Bevölkerung zu. Unter den evangelischen Kirchenmitgliedern waren es 29 %, unter den katholischen Kirchenmitgliedern 32 %. Demnach teilten Zwei Drittel der Kirchenmitglieder ein auf Jesus Christus bezogenes Gottesbild nicht oder fühlten sich in so großer Distanz zu dieser Glaubensaussage, dass sie sie nicht ankreuzen.
Religiöse Praktiken zeigten sich nicht mehr weit verbreitet und weiter rückläufig. Im Großen und Ganzen ist davon auszugehen, dass etwa 15 – 20 % der Bevölkerung mindestens einer regelmäßigen religiösen Praxis nachgehen. 11 % beten täglich, weitere 8 % bis zu einmal pro Woche, weitere 13 % zumindest mehrmals im Kalenderjahr, 21 % seltener. Im Großen und Ganzen ist davon auszugehen, dass etwa 15 – 20 % der Bevölkerung einer regelmäßigen religiösen Praxis nachgehen. Nur 2 % der Befragten lesen täglich in der Bibel, weitere 9 % mehrmals im Jahr, 25 % seltener als einmal im Jahr und 64 % nie. Eine religiöse oder spirituelle Meditation praktizieren 11 % zumindest gelegentlich, 9 % fasten aus religiösen Gründen, 5 % nehmen an Pilger- oder Wallfahrten teil, 9 % an religiösen Großveranstaltungen.